# Kanadas Grand Prix 1978
Kanadas Grand Prix 1978 var det sista av 16 lopp ingående i formel 1-VM 1978. Detta var det första grand prix-loppet som kördes på Circuit Île Notre-Dame i Montréal.

## Resultat
1. Gilles Villeneuve, Ferrari, 9 poäng
2. Jody Scheckter, Wolf-Ford, 6
3. Carlos Reutemann, Ferrari, 4
4. Riccardo Patrese, Arrows-Ford, 3
5. Patrick Depailler, Tyrrell-Ford, 2
6. Derek Daly, Ensign-Ford, 1
7. Didier Pironi, Tyrrell-Ford
8. Patrick Tambay, McLaren-Ford
9. Alan Jones, Williams-Ford
10. Mario Andretti, Lotus-Ford
11. Nelson Piquet, Brabham-Alfa Romeo
12. Jean-Pierre Jabouille, Renault

### Förare som bröt loppet
- Keke Rosberg, ATS-Ford (varv 58, för få varv)
- Jacques Laffite, Ligier-Matra (52, transmission)
- James Hunt, McLaren-Ford ( 51, snurrade av)
- Jean-Pierre Jarier, Lotus-Ford (49, oljeläcka)
- René Arnoux, Surtees-Ford (37, motor)
- Bobby Rahal, Wolf-Ford (16, bränslesystem)
- John Watson, Brabham-Alfa Romeo (8, olycka)
- Niki Lauda, Brabham-Alfa Romeo (5, bromsar)
- Hans-Joachim Stuck, Shadow-Ford (1, olycka)
- Emerson Fittipaldi, Fittipaldi-Ford (0, olycka)

### Förare som ej kvalificerade sig
- Clay Regazzoni, Shadow-Ford
- Beppe Gabbiani, Surtees-Ford
- Arturo Merzario, Merzario-Ford
- Hector Rebaque, Rebaque (Lotus-Ford)
- Rolf Stommelen, Arrows-Ford
- Michael Bleekemolen, ATS-Ford